# Инкруаябли и мервейёзы

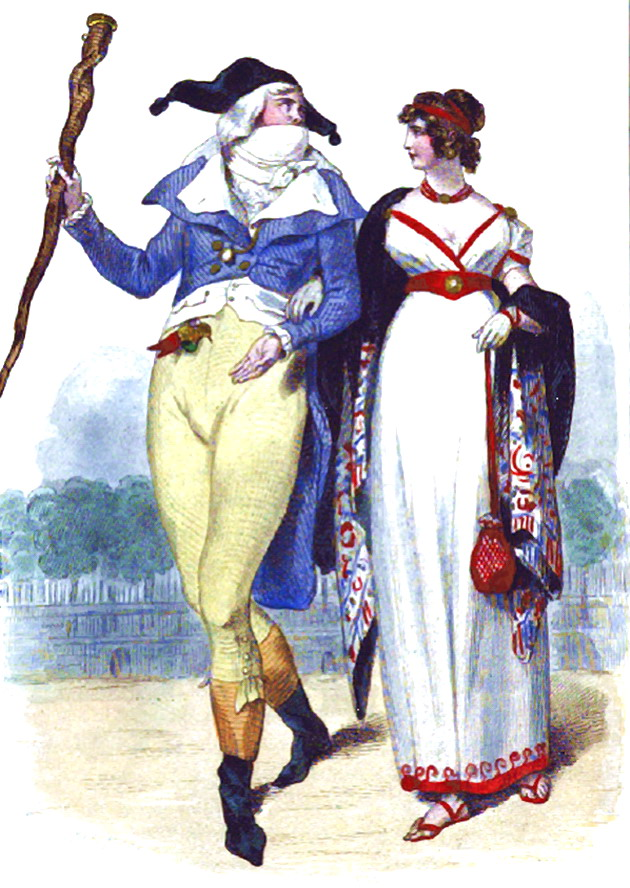
Элегантная пара «инкруаябль и мервейёз»; илл. H. Baron; французское издание 1843 года

Инкруая́бли и мервейёзы (фр. les Incroyables et Merveilleuses) — во Франции периода Директории (1795—1799) название модников и модниц из роялистски настроенной «золотой молодёжи», вызывающе эксцентричных в одежде и манере разговора.

## Терминология
- Галлицизмы:
  - инкруая́бли (фр. les Incroyables, буквально невероятные)[2].
  - мервейёзы (фр. les Merveilleuses, буквально дивные, великолепные)[3].

## Исторические рамки

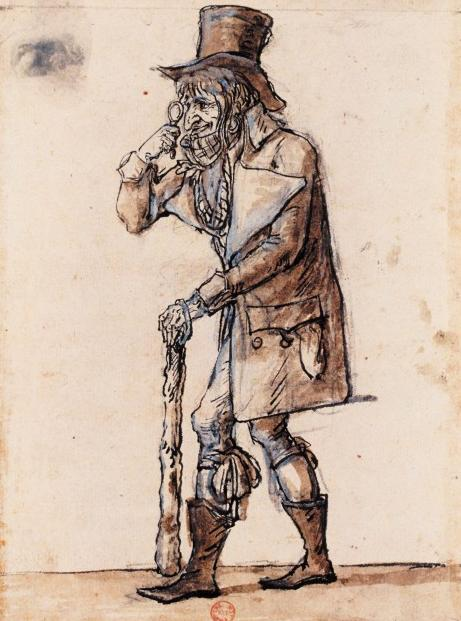
Инкруаябль, 1798, рисунок Десре, Клод-Луи (1746—1816)

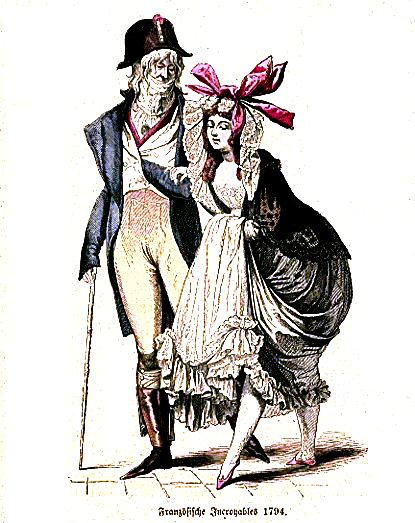
Инкруаябль и мервейёз, рисунок из немецкого издания XIX века

Конец якобинского террора 27 июля 1794 года и последовавшая днём позже казнь Максимилиана Робеспьера ознаменовали начало термидорианской реакции. Уже на следующий день после смерти Робеспьера на эшафоте на улицах Парижа вновь появились кареты с господами и слугами.
Молодые аристократы выходили на улицы элегантно одетыми и подчёркнуто роялистскими: во фраках зелёного цвета графа д’Артуа, младшего брата короля, с чёрным воротом, знаком траура по казнённому королю, и семью перламутровыми пуговицами в честь малолетнего узника Тампля, надушенные ароматом мускуса, популярным при дворе до революции. Из-за этого запаха их прозвали мюскаденами. Они вооружались суковатой палкой и гнали прочь из своих кварталов санкюлотов. Их общие сборы проходили в Пале-Рояле.
Политическая ситуация в стране стабилизировалась, и столица возвращалась к привычной жизни социальной показухи и увеселительных сборищ. Стали организовываться особые танцевальные вечеринки, получившие название балов жертв, куда допускались только родственники дворян, казнённых в период революционной смены власти и диктатуры. Главной темой бала жертв была смертная казнь, могли танцевать в темноте или при свете луны, даже на кладбищах, одевались подобающе: у мужчин появилась короткая стрижка, женщины имитировали причёской приговорённую к гильотине и повязывали на голую шею алую ленту, выглядевшую как кровавый след.
Братья Гонкур в своей «Истории общества во времена Директории» дают картину спекуляционной эпохи «инкруаяблей и мервейёз», когда мужчины и женщины дома и на улице только и знали, что торговать образцами разных товаров — драгоценных камней, вина, хлеба, пороха, соли, сукна, полотна, железа, масла, кофе, меди, кружев, мыла, сала, деревянного масла, сахара, перца и угля, и когда каждый дом превратился в лавку и каждое жилище в базар.

## Инкруаябли
Именно в такой среде у парижской «золотой» молодёжи директории появилась новая мода: юноши, элегантные денди, мюскадены и инкруаябли стали носить длинные косички до плеч или нарочито растрёпанную причёску с коротко стриженным затылком и длинными волосами по бокам, получившую название «собачьи уши» («oreilles de chien»). В ухо вдевали огромное кольцо, на носу носили большие очки или приставляли к глазам лорнет, держа его за длинную ручку, как если бы страдали близорукостью.
Стильными в это время стали очень короткие рединготы с большим воротником, с выпуклостью на спине как у горбатого, гигантский галстук, закрывавший подбородок и как будто скрывавший зоб или золотуху, обувь с острыми носами, как в средневековье. Обязательной была суковатая палка вместо трости.
Не довольствуясь появляться близорукими, убогими и болезненными, юноши той эпохи начали пропускать букву «р», ведь на букву «р» начиналось слово «революция». Если слышали что-то их удивлявшее, восклицали: «Ма па’оль донё’! Сэт инк’уаябль!» Последнее слово повторялось так часто, что именно так их и прозвали в высшем обществе. Класс пониже предпочитал звать их мюскаденами.
Местами их парижских сборищ были салонные вечера у правившего Поля Барраса, у Терезы Тальен, в особняке Телюсон, в театре «Одеон», именуемом в ту эпоху не Odéon, а на античный лад Odeum.

## Мервейёзы
В 1797 году подружки инкруаяблей были под стать своим причудливо одевавшимся кавалерам: девушки-мервейёзы заимствовали моду античности, одеваясь в похожие на греческие туники (хитоны) платья из легчайших, даже полупрозрачных тканей. Платья были слишком облегающими, чтобы иметь карманы, поэтому носовые платки придумали носить в сумочках, называвшихся греческим словом balantine или латинским словом réticule, от которого и произошло название сумочки «ридикюль». На ноги надевали сандалии-котурны. На голове носили либо светлый парик и поверх огромную шляпу, либо волосы были короткими и вьющимися, как на римских бюстах.
Королевой мервейёз была держательница парижского салона Тереза Тальен, прозванная «божьей матерью Термидора» (фр. Notre-Dame de Thermidor). Другими известными «причудницами» были Фортюне Гамелен, мадемуазель Ланж, Жюли Рекамье, Жермен де Сталь и Жозефина Богарне.